# Wanderbiltiana wawasita
Wanderbiltiana wawasita là một loài bọ cánh cứng trong họ Chrysomelidae. Loài này được Santiago-Blay, Savini, Furth, Craig & Poinar miêu tả khoa học năm 2004.